# Enric Sapena Granell
Enric Sapena Granell (València, 17 de gener de 1930 - València, 7 de juny de 2008) va ser un polític i sindicalista valencià.

## Trajectòria
Va cursar els estudis de Perit Industrial (1956-1960) i d'Economia (1972-1977) a València. Tècnic en obres i instal·lacions de RENFE, va ingressar en 1955 en l'Agrupació Local d'UGT València. Delegat per València en els Congressos de Tolosa de Llenguadoc. També ha estat delegat per València en el Congrés d'UGT i fundador del Sindicat Ferroviari de la UGT en la 4a zona.
Militant del PSPV-PSOE des de 1951, fou elegit diputat per la circumscripció de València a les eleccions generals espanyoles de 1977, 1979 i 1982, i va formar part de les Comissions d'Economia, Hisenda, Pressupostos i Transports del Congrés dels Diputats. Fou escollit senador per la mateixa circumscripció a les eleccions generals espanyoles de 1986. Però va renunciar per a ser diputat al Parlament Europeu del 1987 al 1994. Fou membre de diverses comissions del Parlament Europeu, entre altres les de Transports i Turisme i la Delegació per les relacions amb Canadà i Israel.
Morí el 7 de juny de 2008 a València (l'Horta), a l'edat de 78 anys.